# Уральський військовий округ
Ура́льський військо́вий о́круг (УрВО) — оперативно-стратегічне територіальне об'єднання у СРСР та Росії, один з військових округів, що існував з перервами у період з 1918 по 2001.
Територія відповідальності: Свердловська, Пермська, Челябінська область.

## Історія
В 1994 році була розформована 290-та артилерійсська бригада.

## Структура
- Управління (штаб) округу — м. Єкатеринбург
- 371-й окремий батальйон охорони і обслуговування (в/ч 41581)
- 34-та мотострілецька дивізія

## Командування
- Командувачі:
  - П. І. Голощокін (1918),
  - С. А. Анучин (1918—1919),
  - А. Я. Семашко (1919—1920),
  - Ю. И. Дукат (1920—1921),
  - С. В. Мрачковський (1921—1922),
  - комкор І. І. Гаркавий (1935—1937),
  - комкор Я. П. Гайлит (1937),
  - командарм 2-го ранга Г. П. Софронов (1937—1938),
  - генерал-лейтенант П. О. Єршаков(1938—1941),
  - генерал-лейтенант А. В. Катков (1941—1945),
  - генерал-полковник Ф. І. Кузнецов (1945—1948),
  - Маршал Радянського Союзу Г. К. Жуков (1948—1953),
  - генерал-полковник (до 1955), генерал армії М. І. Казаков (1953—1956),
  - генерал армії М. І. Крилов (1956—1958),
  - генерал армії Д. Д. Лелюшенко (1958—1960),
  - генерал-полковник Я. Г. Крейзер (1960—1961),
  - генерал-полковник І. В. Тутаринов (1961—1965),
  - генерал-полковник Єгоровський О. О. (1965—1970),
  - генерал-полковник Н. К. Сильченко (1970—1980),
  - генерал-полковник М. А. Тягунов (1980—1983),
  - генерал-полковник І. А. Гашков (1983—1984),
  - генерал-полковник М. Ф. Грачев (1984—1987),
  - генерал-полковник Н. Г. Мадудов (1987—1989),
  - генерал-полковник А. М. Макашов (січень — вересень 1989),
  - генерал-полковник Ю. П. Греков (1992—2000),
  - генерал-полковник В. В. Тихомиров (2000),
  - генерал-полковник А. І. Баранов (2000—2001).